# Codex Seraphinianus
Le Codex seraphinianus est un codex écrit vers la fin des années 1970 par Luigi Serafini et publié en 1981 par l’éditeur Franco Maria Ricci dans sa collection « Les signes de l’homme ». Ce livre a l'apparence d'une encyclopédie d'un monde imaginaire. L’esthétique surréaliste est devenue avec le temps une référence de la pop culture, les dessins et les glyphes étant repris par de nombreux tatoueurs,.

## Description
Le Codex seraphinianus est conçu comme une sorte d'encyclopédie d'un monde totalement imaginaire composée de onze chapitres traitant de la nature, d'humanoïdes, de minéraux, de mathématiques, d'architecture et d’écriture. Il est rempli de dessins surréalistes qui semblent décrire un monde fantastique en parallèle avec le nôtre. Son texte est écrit dans une langue imaginaire, avec une écriture inconnue inventée par Luigi Serafini lui-même, et qui est sans doute indéchiffrable. L’écriture est constamment présente dans les 400 pages de l'ouvrage, tant sur les légendes des dessins que sur le foliotage des pages et les diverses tables des matières. Le tout forme un ensemble cohérent, avec une constance dans la créativité. On y trouve même un chapitre présentant l’écriture et la parole d’une sorte de pierre de Rosette qui répertorie deux langues imaginaires : celle du Codex Seraphinianus lui-même et une autre, également inventée par Luigi Serafini.
Malgré l’homogénéité du Codex, Luigi Serafini a laissé une seule et unique brèche dans deux pages contiguës du livre, qui est peut-être une clef pour comprendre son intention. Il s’agit d’un homme chimère contemplant un carnet posé sur un chevalet où l'on peut lire une description de Albertine extraite de Albertine disparue de Proust : « Fille orgiaque surgie et devinée, le premier jour sur la digue de Balbec. » Des mots épars sont à ses pieds et se mélangent aux taches d'encre.

## L'écriture
L’écriture « serafinienne » n’a pas pu être déchiffrée à ce jour, malgré les efforts de plusieurs linguistes[réf. souhaitée]. On sait cependant qu'elle compte plusieurs dizaines de caractères différents, ce qui semble beaucoup trop pour que le serafinien soit un alphabet[réf. nécessaire]. En même temps, les mots sont trop longs pour qu’il s'agisse d'un syllabaire[réf. nécessaire]. L'écriture comprend des majuscules et des minuscules. Certains symboles ne se retrouvent qu’en début ou en fin de mot. On a pourtant réussi à percer le système de numérotation des pages : il s'agit d’un système en base 21 avec quelques variantes dans les glyphes. 
Pour sa part, Luigi Serafini a affirmé dans son « decodex » qu’il n'y avait aucune signification à son écriture, qui est spontanée, graphique et non codée. 
Il dira à ce propos: « Beaucoup de gens pensent que j’ai caché quelque chose dans mon écriture. Des formules atomiques, des messages extraterrestres… C’est très bizarre. Il est difficile de convaincre les gens que cette écriture est une plaisanterie. Elle ne signifie rien. C’est de l’art. » 